# اینپکس
اینپکس (به ژاپنی: 国際石油開発) شرکت نفت و گاز ژاپنی است، که در زمینه اکتشاف، استخراج، بازاریابی و فروش نفت خام، گاز طبیعی و ال‌ان‌جی فعالیت می‌کند. 
ریشه‌های تأسیس این شرکت به سال ۱۹۴۱ و تأسیس کیکوکو اویل بازمی‌گردد. شاخه دیگر از اینپکس، شرکت نفت فلات قاره شمال سوماترا می‌باشد، که در سال ۱۹۶۶ با مشارکت شرکت پرتامینا راه‌اندازی شد. در سال ۲۰۰۶ در پی ادغام این دو شرکت، کمپانی اینپکس تشکیل گردید. 
این شرکت در حال حاضر در کشورهای استرالیا، اندونزی، قزاقستان، گرجستان، جمهوری آذربایجان، چین، امارات متحده عربی و برزیل فعال می‌باشد.
دفتر مرکزی این شرکت در منطقه آکاساکا شهر میناتو، توکیو، ژاپن قرار دارد و بخشی از سهام آن در بازار بورس توکیو معامله می‌شود.